# Pelle Dragsted
Pelle Dragsted, né le 13 avril 1975 à Copenhague (Danemark), est un homme politique danois, membre de la Liste de l'unité.

## Biographie
Pelle Dragsted suit des études d'histoire à l'université de Copenhague, où il obtient une licence en 2001. Il obtient un master en histoire et en espagnol de la même université en 2005. Après ses études, il devient employé pour la Liste de l'unité, en tant que secrétaire international. Il devient attaché de presse pour le parti en 2009, puis devient conseiller politique en 2011. En parallèle, il suit de 2011 à 2016 un diplôme en rhétorique et en communication à l'université d'Aarhus.
En février 2013, il annonce sa candidature aux élections législatives. Lors du scrutin du 18 juin 2015, il est élu député au Folketing.
En vertu des règles internes de la Liste de l'unité qui empêchent d'accorder l'investiture à quelqu'un étant employé du parti ou élu sous ses couleurs au Folketing depuis au moins de sept ans, il ne peut se représenter lors des élections législatives de 2019. Après avoir quitté son mandat à l'issue du scrutin, il devient auteur, conférencier et professeur.
En avril 2021, il annonce sa candidature aux élections municipales de novembre à Frederiksberg. Bien qu'en deuxième position sur la liste de son parti, il devance largement ses colistiers en nombre de voix reçues, et est élu conseiller municipal.
En mars 2022, il annonce vouloir revenir au Folketing à l'occasion des prochaines élections législatives. Lors des élections législatives anticipées du 1er novembre 2022, il retrouve son siège de député. Après le scrutin, il devient le porte-parole de son groupe parlementaire pour les finances, le commerce, le logement, la démocratie et les nouvelles technologies.
En août 2023, il devient le porte-parole politique du groupe parlementaire de la Liste de l'unité, faisant de lui la principale figure du parti, ce dernier n'ayant pas de président dans son organisation.